# تیوباسیلوس
تیوباسیلوس جنسی از باکتری‌های اتوتروف اسیدوفیل اکسید کننده آهن یا گوگرد می‌باشد که هنگامی که محیط مناسبی برای رشد داشته باشند، انرژی مورد نیاز و غذای خود را از اکسیداسیون گوگرد و آهن به دست می‌آورند.
باکتری‌های جنس تیوباسیلوس که تاکنون ۲۰ گونه از آن‌ها شناسایی شده‌اند، مهم‌ترین اکسیدکنندگان گوگرد در خاک‌ها می‌باشند. این باکتری‌ها با اکسید کردن گوگرد ضمن تأمین سولفات مورد نیاز گیاه، با کاهش اسیدیته خاک در اطراف ریشه‌ها باعث افزایش حلالیت عناصر ریز مغذی در خاک می‌شوند.

## گونه‌های جنس تیوباسیلوس
- تیوباسیلوس تیوپاروس
- تیوباسیلوس تیواکسیدانس
- تیوباسیلوس فرواکسیدانس
- تیوباسیلوس مزواکسیدانس

## سولفور زدایی میکروبی
توانایی اکسیدکنندگی تیوباسیلوس‌ها، باعث شده‌است که از آن‌ها بتوان در استخراج صنعتی سولفید فلزهایی مانند مس و طلا استفاده کرد. به این فرایند بیولیچینگ می‌گویند. بیولیچینگ به مفهوم استفاده از توانایی باکتری‌ها در عملیات انحلال سولفیدهای فلزی به منظور بازیابی و تولید فلزات می‌باشد. سابقه استفاده از این تکنولوژی به سال‌های ۱۹۵۰ برمی‌گردد. توسعه این روش در دنیا به حدی بوده‌است که امروزه در آمریکا بیش از ۲۰ درصد از استخراج مس به روش میکروبی می‌باشد. در بسیاری از کشورهای دیگر از جمله شیلی، ایران، استرالیا، آفریقای جنوبی، کانادا، چین، پرو و دیگر مناطق از این تکنیک برای بازیابی فلزات اصلی و گرانبها استفاده می‌شود.